# Bowie Seamount
Il Bowie Seamount è un grande vulcano sottomarino situato nella parte nordorientale dell'Oceano Pacifico, circa 180 km a ovest delle isole Haida Gwaii, nella Columbia Britannica, in Canada.
In lingua russa il Bowie è chiamato Гора Бауи (Gora Baui), che significa Monte Bowie. In lingua haida è chiamato SG̱aan Ḵinghlas, cioè il soprannaturale che guarda fuori.
La montagna sottomarina è stata intitolata a William Bowie, un geodeta americano dell'United States National Geodetic Survey.
Il vulcano ha una sommità piatta (è quindi un guyot) e si innalza di circa 3.000 m rispetto al fondale marino, arrivando fino 24 m al di sotto della superficie del mare. Il Bowie si trova all'estremità meridionale di una lunga catena vulcanica sottomarina chiamata catena sottomarina di Kodiak-Bowie, che si estende dalla fossa delle Aleutine a nord fino quasi alle isole Haida Gwaii (ex Isole della Regina Carlotta) a sud.
Il Bowie Seamount si trova sulla placca pacifica, una grande zolla della superficie terrestre che si muove in direzione nordovest al di soto dell'Oceano Pacifico. È adiacente ad altri due vulcani sottomarini, l'Hodgkins Seamount sul fianco nord e il Graham Seamount sul suo fianco est.

## Struttura geologica
I seamount sono vulcani sottomarini che si innalzano dal fondale marino. L'enorme quantità di acqua che li circonda può far loro assumere comportamenti differenti dai vulcani sulla terra. La lava emessa dalle eruzioni del Bowie Seamount è composta di basalto, una roccia vulcanica scura a basso contenuto di silice (la lava è mafica). Quando la lava basaltica entra in contatto con la fredda acqua del mare, si raffredda velocemente e può dare luogo alle formazioni chiamate lava a cuscino, attraverso cui la lava incandescente può fuoriuscire per formare un nuovo cuscino. La lava a cuscino ha tipicamente una grana fine, causata dal rapido raffreddamento, con una crosta vetrosa e articolazioni radiali.
Il Bowie Seamount ha un'altezza di almeno 3.000 m e si innalza fino a 24 m al di sotto della superficie marina; quest'ultima caratteristica in particolare lo rende il vulcano sottomarino situato a minor profondità non solo della costa della Columbia Britannica, ma delle intere acque del Canada. È anche uno dei vulcani situati a minor profondità di tutto l'Oceano Pacifico nordorientale. La maggior parte delle montagne sottomarine si trova infatti a profondità comprese tra centinaia e migliaia di metri al di sotto della superficie e sono pertanto considerate come facenti parte del dominio abissale. 
Se il Bowie Seamount fosse sulla terraferma, sarebbe di circa 600 m più alto della Whistler Mountain, situata nella parte sudoccidentale della Columbia Britannica, e di 800 m più basso del Monte Robson, la cima più alta delle Montagne Rocciose Canadesi. Il Bowie ha una lunghezza di circa 55 km e un'ampiezza di 24 km. La sua sommità appiattita è costituita di tefrite debolmente consolidata e presenta due terrazze. La terrazza più bassa si trova a 230 m al di sotto della superficie del mare, mentre la più alta arriva a -80 m, ma contiene una vetta secondaria molto ripida che arriva fino a 25 m al di sotto del mare. Da un punto di vista fisico, le dimensioni del vulcano sottomarino sono molto imponenti.  
Gli effetti di altri vulcani sottomarini lungo la costa del Nord-ovest Pacifico, incluso il Cobb Seamount al largo della costa dello Stato di Washington, possono essere notati dalla composizione e abbondanza del plancton fino a una trentina di chilometri di distanza dal seamount. Date le dimensioni paragonabili, il Bowie Seamount ha probabilmente un effetto simile sulle acque marine adiacenti.